# Sat.1
Sat.1 (Sat Eins) je první německá soukromá televizní stanice. Sídlí v Berlíně. Vlastníkem je od roku 2000 mediální společnost ProSiebenSat.1 Media SE.
Pod názvem PKS začala vysílat v roce 1984 z Ludwigshafenu. V roce 1985 se televize přejmenovala na Sat.1. a přestěhovala se do Mohuče. Od roku 1999 vysílá z Berlína, v roce 2000 se organizačně spojila s televizní stanicí ProSieben.
Pro Rakousko a německé Švýcarsko vysílá Sat.1 regionální programová okna (vlastní program a národní reklamy).
Její tržní podíl ji dlouhodobě řadí k nejsledovanějším německým televizním stanicím.